# Silk road
Silk road je bila spletna stran, ustanovljena leta 2011, ki je delovala na ravni temnega spleta. Njen glavni namen je bila preprodaja prepovedanih drog. Na tej spletni strani je bilo mogoče kupiti tudi ukradene predmete in kose orožja, prav tako pa tudi naročiti plačance za umor. Oktobra 2013 je bila stran dokončno zaprta. FBI se je namreč pod krinko infiltriral med uporabnike te trgovine in naročil nekaj pošiljk, kar je vodilo do aretacije ustanovitelja Silk Roada - Rossa Ulbrichta.

## Delovanje
Ross Ulbricht (27. marec 1984; Austin, Teksas, ZDA) je Silk Road ustvaril tako, da deluje na posebnem omrežju - The Onion Router. The Onion Router (TOR) je brezplačna programska oprema, ki omogoča anonimno komuniciranje. TOR omogoča anonimno komuniciranje in tako otežuje sledenje njihove internetne aktivnosti. V TOR omrežju je praktično nemogoče izslediti od kod računalniki dostopajo do določenih spletnih strani. Če želimo v iskalno vrstico navadnega brskalnika vnesti Silk Road URL (silkroadvb5piz3r.onion), nam bo javilo napako. Da bi lahko dostopali do spletne strani Silk Road, je potrebno namestiti TOR programsko opremo. TOR znižuje stopnjo tveganja tako pri enostavni kot pri bolj kompleksni analizi transakcij preko različnih mest na internetu. V tem primeru je skoraj nemogoče izslediti kdo in kje opravlja transakcijo. V primeru uporabe TOR-a Silk Road URL preusmeri nove uporabnike na črn zaslon z zahtevo po uporabniškem imenu in geslu, nudi pa tudi možnost registracije za nove uporabnike. Za uporabo Silk Road strani se je potrebno samo registrirati z uporabniškim imenom in geslom ter navesti državo izvora. Ena izmed najvarnejših funkcij na spletni strani Silk Road pa je bil način plačevanja, saj standardni načini plačevanja na medmrežju, kot so kreditne kartice (Visa, American Express itd.) in PayPal niso bili sprejemljivi. Plačevanje je bilo možno samo z Bitcoini, kriptirano digitalno valuto, ki se ji ne da slediti. 

## Ustanovitelj in uporabniki
Ross Ulbricht je spletno stran ustanovil februarja 2011 in z njo dnevno služil približno 20.000 USD, zahvaljujoč provizijam od prodaje je skupaj zaslužil 80 milijonov USD. Večino tega zaslužka naj bi reinvestiral v vzdrževanje spletne strani. Po nekaterih ocenah je Silk Road omogočil prodajo za 1,2 milijarde USD različnih izdelkov. Registriranih je bilo skoraj milijon anonimnih uporabnikov. Bilo je mogoče preveriti oceno vsakega preprodajalca drog. To oceno so podali prejšnji kupci, ocena je bila podana tako s številko kot tudi opisno. Kljub temu da so obstajale druge strani, ki so ponujale podobne usluge, je bil Silk Road popularnejši zaradi uporabnikom prijaznejšega vmesnika in načina plačevanja.

## Blago
Na spletni strani Silk Road je bilo mogoče najti raznolike izdelke, od "red joker" ekstazi tablet do LSD tablet. Podatki iz leta 2013 kažejo, da je bilo na voljo več kot 10.000 izdelkov, med katerimi je bilo 70% drog. Poleg tega je spletna stran vsebovala 159 oglasov za storitve, med katerimi so prevladovali tisti, ki so ponujali vdore v uporabniške račune na socialnih omrežjih, kot sta X in Facebook. Na voljo je bilo tudi več kot 800 oglasov za digitalne dobrine, vključno s piratskimi vsebinami ali ukradenimi uporabniškimi računi za Amazon in Netflix. Silk Road je ponujal tudi izdelavo ponarejenih vozniških dovoljenj, potnih listov in drugih dokumentov.

## Zametki
Ulbricht je začel privabljati uporabnike s tem, da je delil ključne informacije na internetnih forumih, povezanih s preprodajo drog. Januarja 2011 je bila objavljena sporočilo z besedami: "Has anyone seen Silk Road yet? It's kind of like an anonymous amazon.com." ("A je že kdo videl Silk Road? Podoben je anonimnemu amazon.com."). V sporočilu je bil naveden TOR naslov in naslov bloga z natančnimi navodili za uporabnike. Avtor sporočila, z vzdevkom "altoid", je svojo objavo kasneje izbrisal, vendar je bila kopirana in ponovno objavljena na drugem forumu. Prav te objave so imele ključno vlogo pri razkrivanju Ulbrichtove identitete in njegovih dejanj. 

## Nasledniki
Po zaprtju Silk Roada se je septembra 2013 pojavila nova spletna stran Agora, ki je bila po namenu podobna in prav tako dostopna prek omrežja TOR. V samo enem letu je Agora znatno presegla svojega predhodnika. Eden glavnih razlogov za njen hitri vzpon v priljubljenosti je bila Operacija Onymous, katere cilj je bilo zaprtje domen spletnih črnih trgov, vključno s Silk Road, Cloud 9 in Hydra. Po besedah Amira Lakhani, varnostnega stratega pri Fortinet, je imel Silk Road sicer morda več trenutnih transakcij, vendar je Agora ponujala širši nabor drog na prodaj.